# Dinetus hameri
Dinetus hameri (лат.) — вид песочных ос (Crabronidae) рода Dinetus из подсемейства Dinetinae (ранее в Astatinae). ОАЭ (Аравийский полуостров).

## Описание
Мелкие осы (около 5 мм) чёрного цвета с жёлтыми отметинами. От близких видов отличается следующими признаками: проподеум полностью охристый; сегменты метасомы IV–V темно-коричневые, сегменты I–III с пятнами цвета слоновой кости по бокам. Темя полностью темно-коричневое или чёрное; среднеспинка преимущественно чёрная или темно-коричневая; дорсальная часть проподеума чёрная или жёлтая. Глаза не соприкасаются друг с другом, но соприкасаются с основанием мандибул. Жвалы с выемкой внизу. В передних крыльях 2 субмаргинальные ячейки. Предположительно, как и другие близкие виды своего рода охотится на клопов (Heteroptera) или цикадок (Cicadinea), которых запасают для своего потомства в земляных гнёздах. Вид был впервые описан в 2020 году, а его валидный статус подтверждён в ходе ревизии, проведённой в 2021 году немецким гименоптерологом Hans-Joachim Jacobs (Senckenberg Deutsches Entomologisches Institut, Мюнхеберг, Германия).